# Leherheide
Leherheide, Bremerhaven-Leherheide — dzielnica miasta Bremerhaven w Niemczech, w okręgu administracyjnym Nord, w kraju związkowym Brema. 
W dzielnicy znajduje się najwyżej położony punkt miasta - pagórek 11,1 m n.p.m.